# Alain LaRoche
Alain LaRoche (ur. 20 września 1963 w Lac-Beauport) – kanadyjski narciarz, specjalista narciarstwa dowolnego. Zdobył złoty medal w kombinacji podczas mistrzostw świata w Tignes. Nigdy nie startował na igrzyskach olimpijskich. Najlepsze wyniki w Pucharze Świata osiągnął w sezonie 1984/1985, kiedy to triumfował w klasyfikacji generalnej i klasyfikacji kombinacji, a w klasyfikacji skoków akrobatycznych był drugi. W sezonach 1982/1983 i 1983/1984 także zwyciężał w klasyfikacji generalnej oraz klasyfikacji kombinacji. Ponadto w sezonie 1982/1983 był trzeci w klasyfikacji skoków akrobatycznych, a w sezonach 1986/1987 i 1988/1989 był trzeci w klasyfikacji kombinacji.
W 1990 r. zakończył karierę.

## Osiągnięcia

### Mistrzostwa świata
| Miejsce | Dzień    | Rok  | Miejscowość | Konkurencja        | Zwycięzca      |
| ------- | -------- | ---- | ----------- | ------------------ | -------------- |
| 21.     | 2 lutego | 1986 | Tignes      | Jazda po muldach   | Éric Berthon   |
| 5.      | 4 lutego | 1986 | Tignes      | Skoki akrobatyczne | Lloyd Langlois |
| 1.      | 6 lutego | 1986 | Tignes      | Kombinacja         | -              |
| 7.      | 6 lutego | 1986 | Tignes      | Balet narciarski   | Richard Schabl |

### Puchar Świata

#### Miejsca w klasyfikacji generalnej
- sezon 1981/1982: 4.
- sezon 1982/1983: 1.
- sezon 1983/1984: 1.
- sezon 1984/1985: 1.
- sezon 1985/1986: 4.
- sezon 1986/1987: 4.
- sezon 1987/1988: 3.
- sezon 1988/1989: 3.
- sezon 1989/1990: 33.

#### Miejsca na podium
1. Livigno – 14 marca 1982 (Kombinacja) – 2. miejsce
2. Oberjoch – 21 marca 1982 (Kombinacja) – 2. miejsce
3. Tignes – 26 marca 1982 (Kombinacja) – 3. miejsce
4. Livigno – 4 lutego 1983 (Skoki akrobatyczne) – 1. miejsce
5. Ravascletto – 13 lutego 1983 (Kombinacja) – 1. miejsce
6. Ravascletto – 13 lutego 1983 (Skoki akrobatyczne) – 1. miejsce
7. Angel Fire – 19 marca 1983 (Kombinacja) – 2. miejsce
8. Angel Fire – 19 marca 1983 (Skoki akrobatyczne) – 1. miejsce
9. Stoneham – 15 stycznia 1984 (Skoki akrobatyczne) – 3. miejsce
10. Breckenridge – 21 stycznia 1984 (Kombinacja) – 2. miejsce
11. Breckenridge – 21 stycznia 1984 (Skoki akrobatyczne) – 2. miejsce
12. Courchevel – 4 lutego 1984 (Skoki akrobatyczne) – 3. miejsce
13. Courchevel – 5 lutego 1984 (Kombinacja) – 1. miejsce
14. Göstling – 27 lutego 1984 (Kombinacja) – 1. miejsce
15. Göstling – 27 lutego 1984 (Skoki akrobatyczne) – 3. miejsce
16. Ravascletto – 28 lutego 1984 (Balet narciarski) – 3. miejsce
17. Oberjoch – 4 marca 1984 (Kombinacja) – 1. miejsce
18. Oberjoch – 4 marca 1984 (Skoki akrobatyczne) – 3. miejsce
19. Sälen – 22 marca 1984 (Kombinacja) – 2. miejsce
20. Tignes – 29 marca 1984 (Kombinacja) – 1. miejsce
21. Tignes – 13 grudnia 1984 (Kombinacja) – 1. miejsce
22. Tignes – 13 grudnia 1984 (Skoki akrobatyczne) – 2. miejsce
23. Mont Gabriel – 13 stycznia 1985 (Skoki akrobatyczne) – 2. miejsce
24. Mont Gabriel – 13 stycznia 1985 (Kombinacja) – 1. miejsce
25. Lake Placid – 20 stycznia 1985 (Kombinacja) – 1. miejsce
26. Breckenridge – 27 stycznia 1985 (Kombinacja) – 1. miejsce
27. Tignes – 3 lutego 1985 (Kombinacja) – 2. miejsce
28. Oberjoch – 3 marca 1985 (Skoki akrobatyczne) – 2. miejsce
29. Campitello Matese – 12 marca 1985 (Kombinacja) – 1. miejsce
30. Sälen – 23 marca 1985 (Skoki akrobatyczne) – 3. miejsce
31. Sälen – 24 marca 1985 (Kombinacja) – 1. miejsce
32. Tignes – 13 grudnia 1985 (Kombinacja) – 2. miejsce
33. Breckenridge – 23 stycznia 1986 (Kombinacja) – 1. miejsce
34. Oberjoch – 2 marca 1986 (Kombinacja) – 3. miejsce
35. Breckenridge – 24 stycznia 1987 (Kombinacja) – 2. miejsce
36. Calgary – 1 lutego 1987 (Kombinacja) – 1. miejsce
37. Voss – 1 marca 1987 (Kombinacja) – 1. miejsce
38. La Clusaz – 27 marca 1987 (Kombinacja) – 3. miejsce
39. La Clusaz – 27 marca 1987 (Skoki akrobatyczne) – 3. miejsce
40. Tignes – 13 grudnia 1987 (Kombinacja) – 2. miejsce
41. Mont Gabriel – 10 stycznia 1988 (Skoki akrobatyczne) – 3. miejsce
42. Mont Gabriel – 10 stycznia 1988 (Kombinacja) – 1. miejsce
43. Lake Placid – 17 stycznia 1988 (Kombinacja) – 1. miejsce
44. Breckenridge – 24 stycznia 1988 (Kombinacja) – 2. miejsce
45. Inawashiro – 31 stycznia 1988 (Kombinacja) – 1. miejsce
46. Madarao – 13 marca 1988 (Kombinacja) – 1. miejsce
47. Zermatt – 20 marca 1988 (Kombinacja) – 2. miejsce
48. Tignes – 11 grudnia 1988 (Kombinacja) – 2. miejsce
49. Mont Gabriel – 8 stycznia 1989 (Kombinacja) – 3. miejsce
50. Lake Placid – 15 stycznia 1989 (Kombinacja) – 3. miejsce
51. Lake Placid – 15 stycznia 1989 (Skoki akrobatyczne) – 3. miejsce
52. Calgary – 22 stycznia 1989 (Kombinacja) – 1. miejsce
53. Breckenridge – 29 stycznia 1989 (Kombinacja) – 3. miejsce

- W sumie 21 zwycięstwa, 16 drugich i 16 trzecich miejsc.